# فربيون كيراديني
الفربيون الكيراديني (باللاتينية: Euphorbia cheiradenia) نوع نباتي يتبع جنس الفربيون من الفصيلة اللبنية.

## الموئل والانتشار
ينتشر في بلاد الشام وتركيا.

## مرادفات للاسم العلمي
- (باللاتينية: Tithymalus cheiradenius (Boiss. & Hohen.) Klotzsch & Garcke)
- (باللاتينية: Euphorbia bothriosperma Boiss. & Kotschy)
- (باللاتينية: Euphorbia elwendica Stapf)
- (باللاتينية: Euphorbia schizadenia Boiss. & Hohen., nom. illeg.)
- (باللاتينية: Tithymalus elwendicus (Stapf) Soják)